# めざまし8
『めざまし8』（めざましエイト）は、フジテレビ系列で2021年3月29日から2025年3月28日まで毎週月曜日 - 金曜日の8:00 - 9:50（JST）に生放送されていた朝のワイド番組。

## 概要
フジテレビでは、平日午前のワイドショー枠として1999年4月から22年に亘り『情報プレゼンター とくダネ!』を放送してきたが、総合司会を務める小倉智昭の既往症による体力減退や、フジテレビの番組制作費見直し等の要因から同番組を終了させることに伴い開始された番組がこの『めざまし8』である。番組名は、前放送枠の『めざましテレビ』のブランドを被せたものとなっている。
番組タイトルの由来は、朝8時スタートであること、またフジテレビとネット局23局のリモコンキーIDの8にかけている。
番組コンセプトは「大人のめざまし」を称しており、『めざましテレビ』で扱ったストレートニュースをより深く解説する。また番組独自のシステムを駆使し、取材VTRについては『めざまし8』ならではの視点でポイントを列挙し、谷原が解説で出演する識者に対し"分かるまで"質問して疑問を解消し、深く掘り下げると謳っている。番組タイトルについてフジテレビの情報制作センターは、「朝8時の慌しい時間も少し落ち着いて、腰を落ち着けられる時間に目が覚めるような“今日一番のニュース”を伝えたい」という意味を込めていると示している。
『めざましテレビ』と違い、番組の最後には『制作著作 フジテレビ』のロゴが出ていた（スタッフロールは出ていない）。

### 視聴率
初回（2021年3月29日）の関東地区における世帯視聴率は6.2%（以下の視聴率データはビデオリサーチ調べ）で、『羽鳥慎一モーニングショー』（テレビ朝日系列）の10.6%、『スッキリ』（日本テレビ系列）の8.8%に次ぐ民放3位だった。9月24日放送分では7.1%を記録。

## 沿革

### 2021年～2023年
メーンキャスター（MC）として俳優の谷原章介が起用され、『めざましテレビ』の女性総合司会でもあった同局アナウンサーの永島優美が、番組開始と同時にこの番組に異動するという形で起用されている。また『 - とくダネ!』のお天気キャスターであった気象予報士の天達武史は継続して出演するが、肩書きを「気象防災キャスター」とし、キャスターと共に現場に取材に出向くとしている。この他、『 - とくダネ!』から多くのプレゼンターやコメンテーターが続投するほか、製作スタッフの多くも『 - とくダネ!』から引き続き担当する。
谷原は「パネルクイズ アタック25」でクイズ番組の司会、「うたコン」で音楽番組の司会、「谷原章介の25時ごはん」で料理番組の司会を経験しており、かつては情報バラエティ番組『王様のブランチ』の総合司会も経験済みだが、帯ワイドショー番組の総合司会は初担当となる。
2021年10月より、「＃News Tag」のコーナーがスタート。そのほか一部出演者の降板、出演曜日変更等の小規模なリニューアルが行われた。
2022年1月31日から情報キャスターの倉田大誠が新型コロナウイルス感染による療養と経過観察のため欠席。倉田は1月27日に喉の違和感、声の出しづらさを感じたことから28日にPCR検査を受け、新型コロナウイルスの感染が確認された。倉田の代役はニュースの原稿をナレーション（男性）が担当し、スタジオでは谷原が倉田の役割を兼務した。永島も29日に家族が新型コロナウイルスに感染し、濃厚接触者に該当する可能性のためスタジオ出演見合わせとなり、1月31日 - 2月2日は欠席し、2月3日からリモートで出演した。永島の代役は1月31日 - 2月2日を久慈暁子が、2月3日・4日を堤礼実が担当した。なお、専門家と協議した結果、一緒にスタジオにいた出演者は濃厚接触者にはあたらないと判断され、番組自体は通常通り放送を続けられることとなったが、同日より総合解説・スペシャルキャスター・コメンテーターは、コーナーを担当する時を除き全員フジテレビ別室（一部は自宅から）でのリモート出演へ切り替えた。なお2月7日から永島・倉田ともに復帰した。ただし、総合解説・スペシャルキャスター・コメンテーターの別室でのリモート出演を4月まで継続した。
2022年3月を以って、番組開始時より一年間スペシャルキャスターを務めた尾上右近、宮崎美子、3時のヒロインが番組降板となった。3月22日を以って情報キャスターの久慈が卒業・4月末にフジテレビ退社となり、4月7日からは新たに竹俣紅が番組に加入した。木曜総合解説に立岩陽一郎が、隔週木曜スペシャルキャスターに大空幸星がコメンテーターからの配置換えとなった。同年10月から三浦瑠麗と立岩の担当曜日を変更し、大空が木曜日の出演を隔週から毎週へ変更した。

### 2023年・2024年
2023年1月24日の放送で、同年3月31日で永島が番組を降板することを発表した。後任は月曜日～木曜日は小室瑛莉子が、金曜日は水曜SPキャスターを務めていたトラウデン直美と岸本理沙が務めることが発表された。また、堤が『FNN Live News α』のメーンキャスター（月曜日〜木曜日）に就任するため3月15日の放送をもって卒業。竹俣が『みんなのKEIBA』MC（堤の後任）就任・『イット!』の天気キャスターを継続するため3月30日をもって卒業。堤・竹俣の後任として酒主義久が木曜担当として加入、月曜は岸本が金曜MCと兼務して担当。また、西岡の出演曜日が月・金曜から毎日出演となり、倉田の出演曜日が毎日から木曜以外の出演となった。
2024年3月29日を持って1年間金曜MCを務めたトラウデン直美がで番組を降板。同年4月からは、金曜MC（女性）は岸本理沙が単独で担当している。
2024年12月10日の放送は本番組放送前日、本番組の前進の「とくダネ！」のMCを勤めた小倉智昭の死去を受けて、1時間36分に渡って小倉智昭の訃報が放送された。本番組のMCの谷原と天達などに加え、スタジオゲストには、笠井信輔と佐々木恭子が出演した。古市は電話での出演となった。  

### 番組終了へ
2024年12月末、一部スポーツ新聞が2025年3月末を以て番組を終了することを報道。その後2025年2月20日の本番組内で、同年3月28日を以て放送終了となることを正式発表した。後継番組は新ニュースワイドショー『サン!シャイン』で、メインMCは谷原が続投。また本番組コメンテーターの1人であるカズレーザーもスペシャルキャスター（月曜日・金曜日に出演）として引き続き出演し、気象防災キャスターの天達も同様の役割で続投する。このほか、火曜日と水曜日のスペシャルキャスターは武田鉄矢、木曜日のスペシャルキャスターは杉村太蔵が新規で出演している。

## 終了時点の出演者
特に表記されていない人物は、フジテレビアナウンサー。
○：『情報プレゼンター とくダネ!』から続投
△：『めざましテレビ』から移行
▲：『めざましテレビ』を兼務
●：『めざましどようび』を兼務
★：『ぽかぽか』を兼務
■：『ノンストップ!』を兼務
□：『Live News イット!』を兼務
◇：『日曜報道 THE PRIME』を兼務
◆：『FNN Live News days』を兼務
☆：スペシャルキャスター
| 曜日                                                                       | 月曜日 | 火曜日 | 水曜日                                                              | 木曜日 | 金曜日                                                                  |
| -------------------------------------------------------------------------- | --- | --- | ------------------------------------------------------------------- | --- | ----------------------------------------------------------------------- |
| メインキャスター                                                           | 谷原章介（俳優） | 谷原章介（俳優） | 谷原章介（俳優）                                                    | 谷原章介（俳優）                                                                                                 | 谷原章介（俳優）                                                        |
| メインキャスター                                                           | 小室瑛莉子★ | 小室瑛莉子★ | 小室瑛莉子★                                                         | 小室瑛莉子★ | 岸本理沙★                                                               |
| 情報キャスター フィールドキャスター                                        | 倉田大誠 | 倉田大誠 | 倉田大誠                                                            | 渡辺和洋■ | 倉田大誠                                                                |
| 情報キャスター フィールドキャスター                                        | 酒主義久△ | （不在） | （不在）                                                            | 酒主義久△ | 酒主義久△                                                               |
| 情報キャスター フィールドキャスター                                        | 岸本理沙★ | 堀池亮介○ | 堀池亮介○                                                           | 堀池亮介○ | （不在）                                                                |
| 情報キャスター フィールドキャスター                                        | 田中良幸○（フリーアナウンサー）2 | |                                                                     | |                                                                         |
| 情報キャスター フィールドキャスター                                        | 横山ルリカ△（タレント）1・2 | |                                                                     | |                                                                         |
| 気象防災キャスター                                                         | 天達武史○（気象予報士） | 天達武史○（気象予報士） | 天達武史○（気象予報士）                                             | 天達武史○（気象予報士）                                                                                          | 天達武史○（気象予報士）                                                 |
| 総合解説                                                                   | 風間晋 （当時フジテレビ解説委員） | （不在） | 風間晋 （フジテレビ解説委員）                                       | 風間晋 （フジテレビ解説委員）                                                                                    | 風間晋 （フジテレビ解説委員）                                           |
| コメンテーター                                                             | 橋下徹 （弁護士） 長谷川ミラ4（モデル） 村上佳菜子4（プロフィギュアスケーター） | 立岩陽一郎○ （ジャーナリスト） 大空幸星☆ （実業家） サヘル・ローズ（俳優・タレント） 鈴木おさむ (スタートアップファクトリー ゴーイングメリー代表 元放送作家) | 若狭勝○（弁護士） 金子恵美○（元衆議院議員）4 パックン4（タレント）□ | 三浦瑠麗3○ （国際政治学者） 古市憲寿○☆（社会学者） 岩田明子4（ジャーナリスト・千葉大学客員教授）□ カンニング竹山 | カズレーザー○☆ （メイプル超合金） 唐木明子4（PwC Strategy& パートナー） |
| コメンテーター                                                             | 尾木直樹○（教育評論家）、小室淑恵4（ワーク・ライフバランス 代表取締役社長）、鈴木大地（初代スポーツ庁長官）、鈴木円香（起業家・ニュースメディア「ウートピ」編集長）、 デービッド・アトキンソン（実業家）、中村逸郎（筑波大学 名誉教授）、元榮太一郎（弁護士、弁護士ドットコム 代表取締役社長）、矢沢心（女優） | |                                                                     | |                                                                         |
| キャラクター                                                               | くらもん1 | くらもん1 | ほりもん1                                                           | ほりもん1 | くらもん1                                                               |
| ナレーター                                                                 | 堀場亮佑（ナレーター） | 堀場亮佑（ナレーター） | 堀場亮佑（ナレーター）                                              | 堀場亮佑（ナレーター）                                                                                           | 堀場亮佑（ナレーター）                                                  |
| ナレーター                                                                 | 野島裕史（声優） | 野島裕史（声優） | 安宅晃樹◇◆                                                          | 奥寺健□ | 野島裕史（声優）                                                        |
| ナレーター                                                                 | 西山喜久恵▲● | 西山喜久恵▲● | 川野良子                                                            | 川野良子 | 松村未央●■◆                                                             |
| - 1 9時台のみ出演。 - 2 不定期出演。 - 3 出演見合わせ中。 - 4 隔週以上出演 | | |                                                                     | |                                                                         |

その他
- ニュースに応じて専門家が解説として出演。また橋下・若狭・中村・村上は担当曜日以外にも出演する場合がある。

備考
- 放送日の出演情報については、前日に番組公式Twitter、当日朝に番組公式Instagramにて告知されている。

### 生CM
- 細谷美友○『花王』担当

## Weeklyボイス
2024年9月30日から導入。ニュースとニュースの間に入るCGに芸能界やスポーツ界などの著名人が番組名を読み上げる企画で1週間ごとに交代となる。

### 2024年
9月30日 - 10月4日　
大の里泰輝（大相撲力士）
10月7日 - 11日
髙橋藍（バレーボール選手）
14日 - 18日
爆笑問題（お笑いコンビ）※10月19日放送の『爆チュー問題』25周年記念特別番組地上波放送決定！『爆チュー問題 25チュー年おめでとう&ありがとうスペシャル』の番宣を兼ねて爆チュー問題として担当。
21日 - 25日
野沢雅子（声優）
- 10月29日 - 31日はワールドシリーズの生中継のため、番組自体の放送が9:00まで縮小された。

11月4日 - 8日
反町隆史（俳優）
11日 - 15日
趣里（女優）
18日 - 22日
藤原竜也（俳優）
25日 - 29日
杉野遥亮（俳優）
12月2日 - 6日
あの（歌手）
9日 - 13日
ジェシー（SixTONES）
16日 - 20日
上野樹里（女優）
23日 - 27日
中村獅童・中村陽喜・中村夏幹（歌舞伎役者）※親子で担当した。

### 2025年
1月6日 - 10日
佐藤浩市（俳優）
13日 - 17日
富樫勇樹（プロバスケットボール選手・千葉ジェッツふなばし）
20日 - 24日
※この週は映画『アンダーニンジャ』の番宣を兼ねて日替わりで出演者が担当していく形となった。
- 20日 山崎賢人（俳優）
- 21日 浜辺美波（女優）
- 22日 間宮祥太朗（俳優）
- 23日 白石麻衣（女優）
- 24日 岡山天音（俳優）

27日 - 31日
黒木瞳（女優）
2月3日 - 7日
船越英一郎（俳優）
10日 - 14日
高畑充希（女優）
17日 - 21日
大地真央（女優・元タカラジェンヌ）
24日 - 28日
田原俊彦（アイドル歌手）
3月3日 - 7日
丘みどり（演歌歌手）
10日 - 14日
中島裕翔（Hey! Say! JUMP）・板垣李光人（俳優）※月曜の22時から放送されているドラマ『秘密 -トップ・シークレット-』でW主演を務める。
17日 - 21日
坂本冬美（演歌歌手）
24日 - 31日
森高千里（歌手）

## 番組キャラクター
くらもん
ほりもんの兄。緑色の体で目元と尻尾の先端が赤色。怪獣のような見た目のキャラクター。倉田の家に住み着いている。「トク活!3minutes」「きょうのベストカット」やエンディングなど番組後半に登場し、谷原ら番組レギュラー達と絡む事も多い。
2024年の映画『逃走中 THE MOVIE:TOKYO MISSION』にも出演。
ほりもん
くらもんの弟。外見はくらもんと似ているが、目元と尻尾の先端が黄色。倉田の家に住み着いている。「トク活!3minutes」「きょうのベストカット」やエンディングなど番組後半に登場。
※ この兄弟が登場する以前から、エイトちゃんという番組公式キャラクターも存在している（ペンギンの子どもで、非着ぐるみ）。

## 過去の出演者

### メインキャスター・総合解説・情報キャスター・気象防災キャスター
|                           |           | メインキャスター | メインキャスター | メインキャスター | メインキャスター | メインキャスター | メインキャスター        | 総合解説 | 総合解説   | 総合解説                      | 総合解説   | 総合解説 | 気象防災 |
| 男性                      | 女性      | 女性             | 女性             | 女性             | 女性             | 月               | 火                      | 水       | 木         | 金                            |            |          | 気象防災 |
| 男性                      | 月        | 火               | 水               | 木               | 金               | 月               | 火                      | 水       | 木         | 金                            |            |          | 気象防災 |
| ------------------------- | --------- | ---------------- | ---------------- | ---------------- | ---------------- | ---------------- | ----------------------- | -------- | ---------- | ----------------------------- | ---------- | -------- | -------- |
| 2021.3.29                 | 2021.10.1 | 谷原章介         | 永島優美         | 永島優美         | 永島優美         | 永島優美         | 永島優美                | 橋下徹   | 三浦瑠麗   | 長岡義博 (隔週) 若狭勝 (隔週) | 橋下徹1    | 風間晋   | 天達武史 |
| 2021.10.4                 | 2022.4.1  | 谷原章介         | 永島優美         | 永島優美         | 永島優美         | 永島優美         | 永島優美                | 橋下徹   | 三浦瑠麗   | 若狭勝                        | 橋下徹1    | 風間晋   | 天達武史 |
| 2022.4.4                  | 2022.9.30 | 谷原章介         | 永島優美         | 永島優美         | 永島優美         | 永島優美         | 永島優美                | 橋下徹   | 三浦瑠麗   | 若狭勝                        | 立岩陽一郎 | 風間晋   | 天達武史 |
| 2022.10.3                 | 2023.3.31 | 谷原章介         | 永島優美         | 永島優美         | 永島優美         | 永島優美         | 永島優美                | 橋下徹   | 立岩陽一郎 | 若狭勝                        | 三浦瑠麗   | 風間晋   | 天達武史 |
| 2023.4.3                  | 2023.9.29 | 谷原章介         | 小室瑛莉子       | 小室瑛莉子       | 小室瑛莉子       | 小室瑛莉子       | トラウデン直美 岸本理沙 | 風間晋   | 風間晋     | 風間晋                        | 風間晋     | 風間晋   | 天達武史 |
| 2023.10.2                 | 2024.3.29 | 谷原章介         | 小室瑛莉子       | 小室瑛莉子       | 小室瑛莉子       | 小室瑛莉子       | トラウデン直美 岸本理沙 | 風間晋   |            | 風間晋                        | 風間晋     | 風間晋   | 天達武史 |
| 2024.4.1                  | 2025.3.28 | 谷原章介         | 小室瑛莉子       | 小室瑛莉子       | 小室瑛莉子       | 小室瑛莉子       | 岸本理沙                | 風間晋   |            | 風間晋                        | 風間晋     | 風間晋   | 天達武史 |
| - １ 番組途中までの出演。 |           |                  |                  |                  |                  |                  |                         |          |            |                               |            |          |          |

| |            | 情報キャスター                        | 情報キャスター                        | 情報キャスター                        | 情報キャスター                        | 情報キャスター               | 情報キャスター          | 情報キャスター        | 情報キャスター        | 情報キャスター        | 情報キャスター          |
| 男性 | 男性       | 男性                                  | 男性                                  | 男性                                  | 女性                                  | 女性                         | 女性                    | 女性                  | 女性                  |                       |                         |
| 月 | 火         | 水                                    | 木                                    | 金                                    | 月                                    | 火                           | 水                      | 木                    | 金                    |                       |                         |
| --- | ---------- | ------------------------------------- | ------------------------------------- | ------------------------------------- | ------------------------------------- | ---------------------------- | ----------------------- | --------------------- | --------------------- | --------------------- | ----------------------- |
| 2021.3.29 | 2021.6.25  | 西岡孝洋2 倉田大誠 堀池亮介 田中良幸2 | 西岡孝洋2 倉田大誠 堀池亮介 田中良幸2 | 西岡孝洋2 倉田大誠 堀池亮介 田中良幸2 | 西岡孝洋2 倉田大誠 田中良幸2          | 西岡孝洋2 倉田大誠 田中良幸2 | 小野寺結衣2             | 小野寺結衣2 久慈暁子1 | 小野寺結衣2 堤礼実1   | 小野寺結衣2           | 小野寺結衣2 横山ルリカ1 |
| 2021.6.28 | 2021.8.27  | 西岡孝洋2 倉田大誠 田中良幸2          | 西岡孝洋2 倉田大誠 堀池亮介 田中良幸2 | 西岡孝洋2 倉田大誠 堀池亮介 田中良幸2 | 西岡孝洋2 倉田大誠 堀池亮介 田中良幸2 | 西岡孝洋2 倉田大誠 田中良幸2 | 小野寺結衣2             | 小野寺結衣2 久慈暁子1 | 小野寺結衣2           | 小野寺結衣2 堤礼実1   | 小野寺結衣2 横山ルリカ1 |
| 2021.8.30 | 2021.10.1  | 西岡孝洋2 倉田大誠 田中良幸2          | 西岡孝洋2 倉田大誠 堀池亮介 田中良幸2 | 西岡孝洋2 倉田大誠 堀池亮介 田中良幸2 | 西岡孝洋2 倉田大誠 堀池亮介 田中良幸2 | 西岡孝洋2 倉田大誠 田中良幸2 | 小野寺結衣2             | 久慈暁子1             |                       | 堤礼実1・2            | 小野寺結衣2 横山ルリカ1 |
| 2021.10.4 | 2022.4.1   | 西岡孝洋2 倉田大誠 田中良幸2          | 西岡孝洋2 倉田大誠 堀池亮介 田中良幸2 | 西岡孝洋2 倉田大誠 堀池亮介 田中良幸2 | 西岡孝洋2 倉田大誠 堀池亮介 田中良幸2 | 西岡孝洋2 倉田大誠 田中良幸2 | 小野寺結衣2             | 久慈暁子1             | 堤礼実1・2            | 堤礼実1・2            | 小野寺結衣2 横山ルリカ1 |
| 2022.4.4 | 2022.12.28 | 西岡孝洋2 倉田大誠 田中良幸2          | 西岡孝洋2 倉田大誠 堀池亮介 田中良幸2 | 西岡孝洋2 倉田大誠 堀池亮介 田中良幸2 | 西岡孝洋2 倉田大誠 堀池亮介 田中良幸2 | 西岡孝洋2 倉田大誠 田中良幸2 | 堤礼実 横山ルリカ1・2   | 堤礼実 横山ルリカ1・2 | 堤礼実 横山ルリカ1・2 | 竹俣紅 横山ルリカ1・2 | 竹俣紅 横山ルリカ1・2   |
| 2023.1.4 | 2023.3.15  | 西岡孝洋2 倉田大誠 田中良幸2          | 倉田大誠 堀池亮介 田中良幸2           | 倉田大誠 堀池亮介 田中良幸2           | 倉田大誠 堀池亮介 田中良幸2           | 西岡孝洋2 倉田大誠 田中良幸2 | 堤礼実 横山ルリカ1・2   | 堤礼実 横山ルリカ1・2 | 堤礼実 横山ルリカ1・2 | 竹俣紅 横山ルリカ1・2 | 竹俣紅 横山ルリカ1・2   |
| 2023.3.16 | 2023.3.31  | 西岡孝洋2 倉田大誠 田中良幸2          | 倉田大誠 堀池亮介 田中良幸2           | 倉田大誠 堀池亮介 田中良幸2           | 倉田大誠 堀池亮介 田中良幸2           | 西岡孝洋2 倉田大誠 田中良幸2 | 横山ルリカ1・2          | 横山ルリカ1・2        | 横山ルリカ1・2        | 竹俣紅 横山ルリカ1・2 | 竹俣紅 横山ルリカ1・2   |
| 2023.4.3 | 2024.3.29  | 西岡孝洋2 倉田大誠 田中良幸2          | 西岡孝洋 倉田大誠 堀池亮介 田中良幸2  | 西岡孝洋 倉田大誠 堀池亮介 田中良幸2  | 西岡孝洋 酒主義久 堀池亮介 田中良幸2  | 西岡孝洋2 倉田大誠 田中良幸2 | 岸本理沙 横山ルリカ1・2 | 横山ルリカ1・2        | 横山ルリカ1・2        | 横山ルリカ1・2        | 横山ルリカ1・2          |
| 2024.4.1 | 2024.9.27  | 西岡孝洋2 倉田大誠 田中良幸2          | 西岡孝洋 倉田大誠 堀池亮介 田中良幸2  | 倉田大誠 堀池亮介 田中良幸2           | 西岡孝洋 酒主義久 堀池亮介 田中良幸2  | 西岡孝洋2 倉田大誠 田中良幸2 | 岸本理沙 横山ルリカ1・2 | 横山ルリカ1・2        | 横山ルリカ1・2        | 横山ルリカ1・2        | 横山ルリカ1・2          |
| 2024.9.30 | 2025.3.28  | 倉田大誠 酒主義久 田中良幸2           | 倉田大誠 堀池亮介 田中良幸2           | 倉田大誠 堀池亮介 田中良幸2           | 渡辺和洋 酒主義久 堀池亮介 田中良幸   | 倉田大誠 酒主義久 田中良幸2  | 岸本理沙 横山ルリカ1・2 | 横山ルリカ1・2        | 横山ルリカ1・2        | 横山ルリカ1・2        | 横山ルリカ1・2          |
| - 1 9時台のみ出演。 - 2 不定期出演（西岡・小野寺は2021年8月まで、堤は2021年9月から、田中は2024年10月以降の月・火・金曜）。 |            |                                       |                                       |                                       |                                       |                              |                         |                       |                       |                       |                         |

### コメンテーター
| 氏名                     | 肩書き |
| ------------------------ | --- |
| 陳暁夏代                 | クリエイティブディレクター                                                                                      |
| 湯山玲子                 | 著述家、日本大学芸術学部講師                                                                                    |
| 金谷かほり               | 演出家 |
| 森井じゅん               | 公認会計士、税理士                                                                                              |
| トリンドル玲奈           | モデル、女優 |
| 河崎環                   | コラムニスト |
| 山村隆太                 | flumpool |
| 小原ブラス               | タレント |
| 山下真司                 | 俳優 |
| 大空幸星                 | 2024年11月1日から自由民主党衆議院議員。起業家・実業家NPO法人あなたのいばしょ理事長。                            |
| 遼河はるひ               | 女優、タレント                                                                                                  |
| 吉川ばんび               | 作家 |
| 小杉沙織                 | NPO法人 若者メンタルサポート協会理事長                                                                          |
| 渋谷ザニー               | ファッションデザイナー                                                                                          |
| 小玉祐一                 | 明治安田総合研究所 フェローチーフエコノミスト                                                                   |
| 井上咲楽                 | 女優、タレント                                                                                                  |
| 尾木直樹                 | 教育評論家・法政大学名誉教授、臨床教育研究所「虹」主宰                                                          |
| 金子恵美                 | 元衆議院議員 |
| 小室淑恵                 | ワーク・ライフバランス 代表取締役社長                                                                           |
| 鈴木大地                 | 初代スポーツ庁長官・体育学者、元水泳選手、元国家公務員・1988年 ソウルオリンピック競泳男子100m背泳ぎ金メダリスト |
| 矢沢心                   | 女優 |
| 橋下徹                   | 弁護士 |
| 立岩陽一郎               | ジャーナリスト                                                                                                  |
| 若狭勝                   | 弁護士 |
| 三浦瑠麗                 | 国際政治学者 |
| デービッド・アトキンソン | 実業家 |
| 村上佳菜子               | プロフィギュアスケーター・解説者・タレント                                                                      |
| 長谷川ミラ               | モデル |
| ウスビ・サコ             | 京都精華大学 前学長                                                                                             |
| 鈴木円香                 | 起業家・ニュースメディア「ウートピ」編集長                                                                      |
| 唐木明子                 | PwC Strategy& パートナー                                                                                        |
| 中村逸郎                 | 筑波大学名誉教授                                                                                                |
| サヘル・ローズ           | 女優、タレント                                                                                                  |
| 西村カリン               | ラジオフランス特派員                                                                                            |
| 元榮太一郎               | 弁護士、弁護士ドットコム代表取締役社長                                                                          |
| 鈴木おさむ               | 元放送作家。株式会社BSフジ放送番組審議会委員。脚本家・作詞家・ラジオパーソナリティ・タレント・映画監督          |

### 東京五輪情報スペシャルキャスター
『めざましテレビ』、『ノンストップ!』、『バイキングMORE』、『Mr.サンデー』を兼務。
- 小倉智昭（フリーアナウンサー）[22][注 18]

### その他
- 二木芳人（昭和大学医学部客員教授）※新型コロナウイルス感染症関連のニュースの解説として出演。
- 遼太郎〈金〉※割引太郎として週末お得情報のコーナーを担当。

## 主なコーナー

### 過去のコーナー
- ニュースHOTワードランキング
  - SNS、AI集計記事を元にしためざまし8オリジナルのニュースランキングの中から注目ニュースを取り上げる。見出しを谷原が読み上げ、解説は、永島・堤・竹俣が担当。スポーツ内容については西岡が担当することもある。主に情報キャスター以外の出演者がコメントする。2022年7月1日を以って終了した。
  - 雨や雪の情報を伝える場合や、重大ニュースを伝える場合、オリンピック期間中などは休止となる場合がある。
  - 2021年7月26日から、東京オリンピック期間中はコーナーが休止･縮小となる場合が多く、オリンピックに関するニュースは別途取り上げた。また北京オリンピック期間中も同様の対応とした。
- ナガシマ9
  - 永島が今伝えたいニュースや話題を自ら取材しプレゼンテーションするコーナー。
- きょうのおひろめ
  - 放送当日に情報解禁されたエンタメニュースを2項目程度伝える。
- メッセンジャー8
  - 東京オリンピック・パラリンピックに出場する選手へ、応援者からのエールを届ける企画。
- ＃Beijing Tag（#北京Tag）
  - 北京オリンピック期間中に、オリンピック関連の話題の情報をまとめて伝えていた。その間 # News Tagは休止。
- エンタメYellプロジェクト
- ニュースMyプレゼン
  - 出演者が気になっているニュースをプレゼンテーションする。
  - 2021年7月をもって定期での放送がなくなり、以後は告知でゲストが出演する場合にゲストがプレゼンを行うかたちで不定期の放送となっていたが、告知の際も本コーナー名を特に使用しなくなったため終了。
- どっちがヒロイン?	
  - グルメを中心に紹介。出演者が3時のヒロインのプレゼンを聞き、三択の中から1位の品を予想。当たった場合その品を食べることができるという出演者参加型のコーナーとなっている。視聴者もデータ放送で予想に参加できる。なおグルメとは別のジャンル（小動物など）で放送する場合もある。
- （コーナー名なし）
  - 尾上・宮崎（いずれも月1回）が体験取材したものをプレゼンするものである。宮崎は当初『女優がゆく』という名目でコーナー放送していた。スタジオでは情報キャスターの堤とともに担当。なお尾上・宮崎ともに降板のため終了。
- 8ミュージアム
  - アートを紹介するコーナー。情報キャスターの久慈が実際にアートの制作に挑戦する。
- （コーナー名なし）
  - 情報キャスターの久慈が話題の人にインタビューを行い、内容をスタジオでプレゼンする。
- 食育インストラクター和田明日香のだいたいクッキング
- 帰ってきた!走れ三面刑事
  - 前番組「とくダネ!」の名物コーナーのリニューアル。山下が話題の人やモノを体当たりで捜査する。山下のコメンテーター降板に伴い、レギュラー放送終了。
- トクキン（得する金曜日）
  - 全国各地のお得な場所、グルメ、サービスなどを紹介するコーナー。取材は情報キャスターの横山・堤（別場所）が担当し、スタジオでは横山がカズレーザーとともにプレゼンする。
- 割引太郎の週末お得情報
  - 全国チェーンを中心に週末（金曜日からの時もある）の割引情報を最大3つ程度紹介するコーナー。
- ☆ガッタビ!!パラッパ!☆
  - 2022年4月から、永島と堤が、パラッパと一緒に、ダンスレクチャーを行うコーナー。永島or堤が不在時は堀池が代行したり、1人の日もある。実際のダンスから、独自アレンジする部分もあった。谷原やコメンテーターも参加していた。2023年3月に永島・堤の降板に伴い、終了した。
    - め組のひと・ダンスホール・新時代・LAストンプを披露した。
- ショートアニメ「ふと思ったんですけど」

## スタッフ
- プログラムディレクター：君島龍一（フジテレビ）
- 総合演出：野尻大介（フジテレビ）
- プロデューサー：今野秀隆（フジテレビ、2024年4月-）
- チーフプロデューサー：宮﨑能暢（フジテレビ、2023年7月-、以前はプロデューサー）
- 制作：フジテレビ ニュース総局 情報制作局情報制作センター
- 制作著作：フジテレビ

### 過去のスタッフ
- ナレーター：藤村さおり、梅津弥英子、藤本万梨乃、よしいよしこ
- 総合演出：小出和平（フジテレビ）
- プロデューサー：杉﨑朋子（フジテレビ）、磯島康郎（フジテレビ、2023年7月-2024年3月）
- チーフプロデューサー：渡邊貴（フジテレビ 情報制作センター部長）

## 演出

### テーマ曲
- テーマソング

| 期間                         | 歌手名・ユニット名・曲名         |
| ---------------------------- | -------------------------------- |
| 2021年3月29日 - 2022年4月1日 | SEKAI NO OWARI『バードマン』     |
| 2022年4月4日 - 2023年3月31日 | Mrs. GREEN APPLE『ダンスホール』 |
| 2023年4月3日 - 2024年4月5日  | JO1『NEWSmile』                  |
| 2024年4月8日 - 現在          | NewJeans『Bubble Gum』           |

- エンディングテーマ

| 期間   | 期間 | 歌手名・ユニット名・曲名                                       |
| ------ | ---- | -------------------------------------------------------------- |
| 2021年 | 4月  | SEKAI NO OWARI『バードマン』                                   |
| 2021年 | 5月  | I Don't Like Mondays.『愛言葉』                                |
| 2021年 | 6月  | flumpool『ディスタンス』                                       |
| 2021年 | 7月  | Jam Fuzz Kid『Tyler』                                          |
| 2021年 | 8月  | DOBERMAN INFINITY『夏化粧』                                    |
| 2021年 | 9月  | GENIC『まわりみち』                                            |
| 2021年 | 10月 | きゃない『イヌ』                                               |
| 2021年 | 11月 | MAISONdes『ラリー、ラリーfeat.Pii,meiyo』                      |
| 2021年 | 12月 | NIK『Santa Monica』                                            |
| 2022年 | 1月  | LUA『Long,Long,Wrong』                                         |
| 2022年 | 2月  | 井上紗矢香『旗印』                                             |
| 2022年 | 3月  | flumpool『A Spring Breath』                                    |
| 2022年 | 4月  | Organic Call『ブルーアワー』                                   |
| 2022年 | 5月  | LUCKY TAPES『Gimme』                                           |
| 2022年 | 6月  | ZILLION『やめとこっか』                                        |
| 2022年 | 7月  | クレナズム『明日には振り向いてよ』                             |
| 2022年 | 8月  | HATAKE『漣』                                                   |
| 2022年 | 9月  | ふうりん。『POPCORN』                                          |
| 2022年 | 10月 | FAKY『My Story』                                               |
| 2022年 | 11月 | go!go!vanillas『Two of Us feat. 林萌々子』                     |
| 2022年 | 12月 | BESPER『Bluest』                                               |
| 2023年 | 1月  | JASPĘR『STUCK IN MY HEAD』                                     |
| 2023年 | 2月  | 安田レイ『HOME THERAPY feat. 熊木幸丸 from Lucky Kilimanjaro』 |
| 2023年 | 3月  | Devil ANTHEM 『ADVANCE』                                       |
| 2023年 | 4月  | PSY CHIC FEVER『BAKU BAKU』                                    |
| 2023年 | 5月  | PSY CHIC FEVER『BAKU BAKU』                                    |
| 2023年 | 6月  | kalmia『君と勿忘草』                                           |
| 2023年 | 7月  | kalmia『君と勿忘草』                                           |
| 2023年 | 8月  | めいちゃん『エンジョイ』                                       |
| 2023年 | 9月  | めいちゃん『エンジョイ』                                       |
| 2023年 | 10月 | DUSTCELL『フラッシュバック』                                   |
| 2023年 | 11月 | DUSTCELL『フラッシュバック』                                   |
| 2023年 | 12月 | 上野大樹『際会と鍵』                                           |
| 2024年 | 1月  | 上野大樹『際会と鍵』                                           |
| 2024年 | 2月  | MATSURI『今さらカッコつけてらんねえ』                          |
| 2024年 | 3月  | MATSURI『今さらカッコつけてらんねえ』                          |
| 2024年 | 4月  | 虎鷹『ペットみたいな恋人でいいですか』                         |
| 2024年 | 5月  | 虎鷹『ペットみたいな恋人でいいですか』                         |
| 2024年 | 6月  | カネヨリマサル『ハッピーニューデイ』                           |
| 2024年 | 7月  | カネヨリマサル『ハッピーニューデイ』                           |
| 2024年 | 8月  | CHiCO『インパーフェクト』                                      |
| 2024年 | 9月  | CHiCO『インパーフェクト』                                      |
| 2024年 | 10月 | SooYoung『Call me』                                            |
| 2024年 | 11月 | ONE LOVE ONE HEART『物語はここから』                           |
| 2024年 | 12月 | 岡田奈々『残響Alive』                                          |
| 2025年 | 1月  | 岡田奈々『残響Alive』                                          |
| 2025年 | 2月  | RLOEVO『花瓶にキスを』                                         |
| 2025年 | 3月  | RLOEVO『花瓶にキスを』                                         |

### スタジオセット
- 2021年3月29日 - 番組終了
  - 白色をベースにしたセットで「8」を強調している[25]。

## ネット局と放送時間
- ネット局では全局フジテレビからの番組（ネット）送出でのカスタム時刻表示を行っており、フジテレビと一部ネット局では天気ループも各局別（ローカル）送出で表示している。

| 放送対象地域   | 放送局                    | 系列                                         | 放送日時                | 備考                |
| -------------- | ------------------------- | -------------------------------------------- | ----------------------- | ------------------- |
| 関東広域圏     | フジテレビ（CX）          | フジテレビ系列                               | 月曜 - 金曜 8:00 - 9:50 | 【制作局】          |
| 北海道         | 北海道文化放送（UHB）     | フジテレビ系列                               | 月曜 - 金曜 8:00 - 9:50 |                     |
| 岩手県         | 岩手めんこいテレビ（mit） | フジテレビ系列                               | 月曜 - 金曜 8:00 - 9:50 |                     |
| 宮城県         | 仙台放送（OX）            | フジテレビ系列                               | 月曜 - 金曜 8:00 - 9:50 |                     |
| 秋田県         | 秋田テレビ（AKT）         | フジテレビ系列                               | 月曜 - 金曜 8:00 - 9:50 |                     |
| 山形県         | さくらんぼテレビ（SAY）   | フジテレビ系列                               | 月曜 - 金曜 8:00 - 9:50 |                     |
| 福島県         | 福島テレビ（FTV）         | フジテレビ系列                               | 月曜 - 金曜 8:00 - 9:50 |                     |
| 新潟県         | NST新潟総合テレビ（NST）  | フジテレビ系列                               | 月曜 - 金曜 8:00 - 9:50 |                     |
| 長野県         | 長野放送（NBS）           | フジテレビ系列                               | 月曜 - 金曜 8:00 - 9:50 |                     |
| 静岡県         | テレビ静岡（SUT）         | フジテレビ系列                               | 月曜 - 金曜 8:00 - 9:50 |                     |
| 富山県         | 富山テレビ（BBT）         | フジテレビ系列                               | 月曜 - 金曜 8:00 - 9:50 |                     |
| 石川県         | 石川テレビ（ITC）         | フジテレビ系列                               | 月曜 - 金曜 8:00 - 9:50 |                     |
| 福井県         | 福井テレビ（FTB）         | フジテレビ系列                               | 月曜 - 金曜 8:00 - 9:50 |                     |
| 中京広域圏     | 東海テレビ（THK）         | フジテレビ系列                               | 月曜 - 金曜 8:00 - 9:50 |                     |
| 近畿広域圏     | 関西テレビ（KTV）         | フジテレビ系列                               | 月曜 - 金曜 8:00 - 9:50 |                     |
| 島根県・鳥取県 | さんいん中央テレビ（TSK） | フジテレビ系列                               | 月曜 - 金曜 8:00 - 9:50 |                     |
| 岡山県・香川県 | 岡山放送（OHK）           | フジテレビ系列                               | 月曜 - 金曜 8:00 - 9:50 |                     |
| 広島県         | テレビ新広島（TSS）       | フジテレビ系列                               | 月曜 - 金曜 8:00 - 9:50 | [ 注 19 ]           |
| 愛媛県         | テレビ愛媛（EBC）         | フジテレビ系列                               | 月曜 - 金曜 8:00 - 9:50 |                     |
| 高知県         | 高知さんさんテレビ（KSS） | フジテレビ系列                               | 月曜 - 金曜 8:00 - 9:50 |                     |
| 福岡県         | テレビ西日本（TNC）       | フジテレビ系列                               | 月曜 - 金曜 8:00 - 9:50 |                     |
| 佐賀県         | サガテレビ（STS）         | フジテレビ系列                               | 月曜 - 金曜 8:00 - 9:50 |                     |
| 長崎県         | テレビ長崎（KTN）         | フジテレビ系列                               | 月曜 - 金曜 8:00 - 9:50 | [ 注 20 ]           |
| 熊本県         | テレビ熊本（TKU）         | フジテレビ系列                               | 月曜 - 金曜 8:00 - 9:50 |                     |
| 鹿児島県       | 鹿児島テレビ（KTS）       | フジテレビ系列                               | 月曜 - 金曜 8:00 - 9:50 |                     |
| 沖縄県         | 沖縄テレビ（OTV）         | フジテレビ系列                               | 月曜 - 金曜 8:00 - 9:50 |                     |
| 大分県         | テレビ大分（TOS）         | 日本テレビ系列 フジテレビ系列                | 月曜 - 金曜 8:00 - 9:50 | [ 注 21 ] [ 注 22 ] |
| 宮崎県         | テレビ宮崎（UMK）         | フジテレビ系列 日本テレビ系列 テレビ朝日系列 | 月曜 - 金曜 8:00 - 9:50 | [ 注 21 ]           |

## 放送短縮・休止
- 特番などによる放送休止・放送時間変更は以下の通り。

### 2021年
- 7月26日・8月3日：東京オリンピック中継のため、8:00 - 9:00の短縮放送[注 23]。
- 7月30日・8月2日：東京オリンピック中継のため、放送休止。
- 12月30日・31日：年末特別編成のため、放送休止。

### 2022年
- 1月3日：年始特別編成のため、放送休止。
- 10月4日：番組開始前の7:22頃から北朝鮮のミサイル発射に関するニュースを伝えた為『めざましテレビ』を報道特別番組扱いとして8:45まで拡大（BSフジでもサイマル放送された）した関係で、8:45から短縮の上で引き継ぐ形で放送した。また、本番組自体もこの日は予定していた内容を全て取りやめ、関連ニュースのみを伝えた（この影響により、約1時間に渡りCMが流れず、『めざましテレビ』の7時台後半のネットスポンサーは本番組の枠内で消化された[注 24]。）。
- 11月3日：番組開始前の7:50から北朝鮮のミサイル発射に関するニュースを伝えた為『めざましテレビ』を報道特別番組扱いとして拡大した関係で、9:00にめざましテレビの時報表示からめざまし8の時報表示に切り替わり9:03にFNNソウル支局からの中継が終わりめざまし8のスタジオに切り替わり、短縮放送を開始した。また、本番組自体もこの日は予定していた内容を大幅に変更し、関連ニュースを中心に伝えた（この影響により、『めざましテレビ』番組終盤のネットスポンサーは本番組の枠内で消化された）。
- 12月29日・30日：年末特別編成のため、放送休止。

### 2023年
- 1月2日・3日：年始特別編成のため、放送休止。
- 4月13日： 番組開始前の7:55頃に北朝鮮からミサイル(Jアラート)を発射の関連ニュースが入った為『めざましテレビ』を報道特別番組扱いとして8:35頃(BSフジでもサイマル放送された）まで拡大した。その為番組の本編が75分での放送となった[注 25]。
- 12月29日：年末特別編成のため、放送休止。

### 2024年
- 1月1日 - 3日：年始特別編成のため、放送休止。
- 4月3日：8:58頃に台湾付近で地震が発生[26]。それに伴い、気象庁は9:01に沖縄県に津波警報を発令したことから番組を中断し、津波警報関連のニュースを放送した[27]。
- 10月29日 - 31日：『MLBワールドシリーズ中継 ロサンゼルス・ドジャースvsニューヨーク・ヤンキース』放送のため、8:00 - 9:00の短縮放送[28]。
- 12月10日：9日に亡くなられた小倉智昭の訃報を多くの時間を割いて伝えたことにより、天達の気象コーナーを除き予定していた内容を全て取りやめ、関連ニュースのみを伝えた（この影響により、8時台はCMが流れず、9時台の後半に集中的に流れた。）。

## 批判や問題視された放送内容
フジテレビ及び当番組の報道姿勢について
2022年5月11日、ダチョウ倶楽部の上島竜兵の死去のニュースを伝える際、情報キャスターの田中が上島の自宅前から中継を行い、谷原も死因や発見時の状況について詳しく報じた。これに対し、当日のコメンテーターとして同番組に出演していた教育評論家の尾木は、WHOでは死因について言わない、場所の特定をしないといったガイドラインが決められていること、日本でも自殺防止のための報道のガイドラインが定められていることを指摘し、連鎖を懸念するとともに番組の報道内容を批判する発言をした。また視聴者からも批判が殺到しており、特に神田沙也加の急逝時に3日間報道した後に谷原が「今日でこの神田さんのことについての報道、めざまし8では一線を引いて終わらせたいと思います。」と宣言していたにもかかわらず、今回の報道姿勢について谷原や当番組に対して約束違反などと物議を醸している。さらにこの放送を受けて厚生労働省は同日、著名人の自殺及びその手段や場所等の詳細に触れる報道は自殺を誘発する可能性があるため、「自殺報道ガイドライン」を踏まえた報道をおこなうよう各報道機関に対して要請をおこなった。

別日に発生した緊急地震速報の放映について
2022年6月21日、当時石川県珠洲市にて相次いでいた地震について特集した際にお断りのテロップは付いていたが、昨日流れた緊急地震速報のアラーム音を8時台に2度に渡って大音量で放映したため、視聴者から「心臓にも悪い」 「視覚障害の人、石川県の人にしてみたら恐怖以外無い」など勘違いしたという戸惑いの声や批判が相次いだ。また中日新聞社の中日スポーツ総局内でもこの音を聞いた社員が実際の警告音と勘違いし、慌てて立ち上がってテレビ画面を確認する姿もあった。本番組の担当者は中日スポーツの取材に対し、「オンエアをサブで聞いていて使うべきではなかったと思いました。被災地の方も聞いていて心を痛めることもあったかと思います」と謝罪し、番組終了後の反省会において、「今後は（アラーム音を）使わないように」との意識をスタッフ間で共有したと説明している。